# 881 هـ
881 هـ هي سنة في التقويم الهجري امتدت مقابلةً في التقويم الميلادي بين سنتي 1476 و1477.

## مواليد
- خواند مير